# Kodovjat
Kodovjat è una frazione del comune di Gramsh in Albania (prefettura di Elbasan).
Fino alla riforma amministrativa del 2015 era comune autonomo, dopo la riforma è stato accorpato, insieme agli ex-comuni di Kukur, Kushovë, Lenie, Pishaj, Poroçan, Skënderbegas, Sult e Tunjë a costituire la municipalità di Gramsh.

## Località
Il comune era formato dall'insieme delle seguenti località:
- Kodovjat
- Bratile
- Bulcar
- Kishte
- Kokel
- Posnovisht
- Shelcan
- Bersnik i Poshtem
- Bersnik i Siperm
- Mashan
- Broshtan
- Zamsh